# Distribució bivariada de von Mises
En teoria i estadística de probabilitats, la distribució bivariada de von Mises és una distribució de probabilitat que descriu valors en un tor. Es pot considerar com un anàleg del to de la distribució normal bivariada.

Mostres de la variant cosinus de la distribució bivariada de von Mises. Els punts verds es mostren a partir d'una distribució amb alta concentració i sense correlació ({\displaystyle \kappa _{1}=\kappa _{2}=200}, {\displaystyle \kappa _{3}=0}), els punts blaus es mostren a partir d'una distribució amb alta concentració i correlació negativa ({\displaystyle \kappa _{1}=\kappa _{2}=200}, {\displaystyle \kappa _{3}=100}), i els punts vermells es mostren a partir d'una distribució amb baixa concentració i sense correlació ({\displaystyle \kappa _{1}=\kappa _{2}=20,\kappa _{3}=0})

La distribució pertany al camp de l'estadística direccional. La distribució bivariada general de von Mises va ser proposada per primera vegada per Kanti Mardia el 1975. Una de les seves variants s'utilitza avui en el camp de la bioinformàtica per formular un model probabilístic d'estructura de proteïnes en detall atòmic, com les biblioteques de rotamers dependents de la columna vertebral.

## Definició
La distribució bivariada de von Mises és una distribució de probabilitat definida en el torus, {\displaystyle S^{1}\times S^{1}} en {\displaystyle \mathbb {R} ^{3}} . La funció de densitat de probabilitat de la distribució bivariada general de von Mises per als angles {\displaystyle \phi ,\psi \in [0,2\pi ]} ve donada per
{\displaystyle f(\phi ,\psi )\propto \exp[\kappa _{1}\cos(\phi -\mu )+\kappa _{2}\cos(\psi -\nu )+(\cos(\phi -\mu ),\sin(\phi -\mu ))\mathbf {A} (\cos(\psi -\nu ),\sin(\psi -\nu ))^{T}],}
on {\displaystyle \mu } i {\displaystyle \nu } són els mitjans per {\displaystyle \phi } i {\displaystyle \psi }, {\displaystyle \kappa _{1}} i {\displaystyle \kappa _{2}} la seva concentració i la matriu {\displaystyle \mathbf {A} \in \mathbb {M} (2,2)} està relacionada amb la seva correlació.
Dues variants d'ús habitual de la distribució bivariada de von Mises són la variant sinus i cosinus.
La variant del cosinus de la distribució bivariada de von Mises té la funció de densitat de probabilitat
{\displaystyle f(\phi ,\psi )=Z_{c}(\kappa _{1},\kappa _{2},\kappa _{3})\ \exp[\kappa _{1}\cos(\phi -\mu )+\kappa _{2}\cos(\psi -\nu )-\kappa _{3}\cos(\phi -\mu -\psi +\nu )],}
on {\displaystyle \mu } i {\displaystyle \nu } són els mitjans per {\displaystyle \phi } i {\displaystyle \psi }, {\displaystyle \kappa _{1}} i {\displaystyle \kappa _{2}} la seva concentració i {\displaystyle \kappa _{3}} està relacionada amb la seva correlació. {\displaystyle Z_{c}} és la constant de normalització. Aquesta distribució amb {\displaystyle \kappa _{3}} =0 s'ha utilitzat per a les estimacions de la densitat del nucli de la distribució dels angles dièdrics de proteïnes {\displaystyle \phi } i {\displaystyle \psi }.
La variant sinus té la funció de densitat de probabilitat
{\displaystyle f(\phi ,\psi )=Z_{s}(\kappa _{1},\kappa _{2},\kappa _{3})\ \exp[\kappa _{1}\cos(\phi -\mu )+\kappa _{2}\cos(\psi -\nu )+\kappa _{3}\sin(\phi -\mu )\sin(\psi -\nu )],}
on els paràmetres tenen la mateixa interpretació.